# Gregor Kobel
Gregor Kobel (Zürich, 6 december 1997) is een Zwitsers voetballer, die als doelman speelt. Hij verruilde VfB Stuttgart in juli 2021 voor Borussia Dortmund. Kobel debuteerde in 2021 in het Zwitsers voetbalelftal.

## Clubcarrière

### 1899 Hoffenheim
Kobel begon met voetballen in de jeugd van FC Seefeld Zürich. Hij werd in 2005 opgenomen in de jeugd van Grasshopper Zürich, die hij in 2014 verruilde voor die van TSG 1899 Hoffenheim. Kobel maakte op 12 augustus 2017 zijn profdebuut voor Hoffenheim, in een met 0–1 gewonnen wedstrijd in de Duitse beker tegen Rot-Weiß Erfurt. Hij debuteerde datzelfde seizoen ook in de Europa League. Coach Julian Nagelsmann stelde hem op in het laatste groepsduel, tegen Ludogorets. De wedstrijd eindigde in 1–1. Zijn debuut in de Bundesliga volgde op 25 september 2018. Hoffenheim en hij wonnen die dag met 1–3 uit bij Hannover 96.

### VfB Stuttgart
Kobel verruilde Hoffenheim in januari 2019 op huurbasis voor FC Augsburg. Daar fungeerde hij de rest van het seizoen 2019/20 als eerste doelman. Na afloop sloot hij zich meteen voor een jaar op huurbasis aan bij VfB Stuttgart. Dat was in het voorgaande seizoen gedegradeerd naar de 2. Bundesliga, maar slaagde er dat jaar met Kobel op doel meteen in om terug te keren naar het hoogste niveau. Stuttgart nam hem in juli 2020 definitief over van Hoffenheim. Kobel keepte zo in 2020/21 voor het eerst een vol seizoen op het hoogste niveau.

### Borussia Dortmund
Hoewel hij voor drie jaar had getekend bij Stuttgart, had Kobel indruk gemaakt op Borussia Dortmund, de Duitse nummer drie op dat moment. Dat betaalde 15 miljoen euro om hem in juli 2021 in te mogen lijven. Hij kreeg hier meteen de voorkeur boven zijn landgenoten Marwin Hitz en Roman Bürki als eerste doelman.

## Clubstatistieken
| Seizoen | Club              | Competitie    | Competitie | Competitie | Beker | Beker | Internationaal | Internationaal | Totaal | Totaal |
| Seizoen | Club              | Competitie    | Wed.       | Dlp.       | Wed.  | Dlp.  | Wed.           | Dlp.           | Wed.   | Dlp.   |
| ------- | ----------------- | ------------- | ---------- | ---------- | ----- | ----- | -------------- | -------------- | ------ | ------ |
| 2016/17 | 1899 Hoffenheim   | Bundesliga    | 0          | 0          | —     | —     | —              | —              | 0      | 0      |
| 2017/18 | 1899 Hoffenheim   | Bundesliga    | 0          | 0          | 2     | 0     | 1              | 0              | 3      | 0      |
| 2018/19 | 1899 Hoffenheim   | Bundesliga    | 1          | 0          | 2     | 0     | —              | —              | 3      | 0      |
| 2018/19 | → FC Augsburg     | Bundesliga    | 16         | 0          | 2     | 0     | —              | —              | 18     | 0      |
| 2019/20 | → VfB Stuttgart   | 2. Bundesliga | 31         | 0          | 0     | 0     | —              | —              | 31     | 0      |
| 2020/21 | VfB Stuttgart     | Bundesliga    | 33         | 0          | 1     | 0     | —              | —              | 34     | 0      |
| 2021/22 | Borussia Dortmund | Bundesliga    | 29         | 0          | 2     | 0     | 8              | 0              | 39     | 0      |
| 2022/23 | Borussia Dortmund | Bundesliga    | 27         | 0          | 4     | 0     | 4              | 0              | 35     | 0      |
| 2023/24 | Borussia Dortmund | Bundesliga    | 23         | 0          | 3     | 0     | 9              | 0              | 35     | 0      |
| Totaal  | Totaal            | Totaal        | 160        | 0          | 16    | 0     | 22             | 0              | 198    | 0      |

Bijgewerkt op 18 april 2024.

## Interlandcarrière
Kobel maakte deel uit van Zwitserland –15 en alle Zwitserse nationale jeugdselecties van Zwitserland –17 tot en met Zwitserland –21. Hij nam met Zwitserland –17 deel aan het EK –17 van 2014. Bondscoach Vladimir Petković nam Kobel op 1 juni 2017 voor het eerst op in de selectie van het Zwitsers voetbalelftal voor een oefeninterland tegen Wit-Rusland. Hij bleef toen de hele wedstrijd op de bank als reserve voor Roman Bürki. Diezelfde rol vervulde hij ook tijdens twee interlands in september 2018, een in maart 2021 en tijdens het EK 2020, nu achter Yann Sommer.
Kobel maakte op 1 september 2021 zijn debuut in de Zwitserse nationale ploeg. Bondscoach Murat Yakin zette hem toen in de basis in een met 2–1 gewonnen oefeninterland tegen Griekenland. Yakin nam hem ook mee naar het WK 2022. Hier was hij opnieuw reserve achter Sommer, maar mocht hij wel de derde groepswedstrijd keepen, tegen Servië. Hij werd op 7 juni 2024 door Yakin opgenomen in de Zwitserse selectie voor het EK 2024 in Duitsland. Zwitserland overleefde ongeslagen een groep met Hongarije, Schotland en Duitsland en won in de achtste finales van Italië (2–0), voordat het in de kwartfinales op strafschoppen werd uitgeschakeld door Engeland. Kobel kwam op het toernooi niet in actie.